# Coppa delle Fiere 1964-1965
La Coppa delle Fiere 1964-1965 fu la settima edizione dell'omonima competizione calcistica. Venne vinta dal Ferencváros, che sconfisse la Juventus nella finale disputata in gara unica al Comunale di Torino. Questo è stato l'unico caso nella storia della competizione in cui la finale, in gara singola, si è svolta in casa di una delle due finaliste.

## Trentaduesimi di finale
| Squadra 1             | Totale | Squadra 2         | Andata | Ritorno |
| --------------------- | ------ | ----------------- | ------ | ------- |
| KB                    | 4 - 6  | DOS Utrecht       | 3 - 4  | 1 - 2   |
| Valencia              | 2 - 4  | RFC Liegi         | 1 - 1  | 1 - 3   |
| Belenenses            | 1 - 1  | Shelbourne        | 1 - 1  | 0 - 0   |
| Servette              | 3 - 8  | Atlético Madrid   | 2 - 2  | 1 - 6   |
| Real Betis            | 1 - 3  | Stade Français    | 1 - 1  | 0 - 2   |
| Union Saint-Gilloise  | 0 - 2  | Juventus          | 0 - 1  | 0 - 1   |
| Göztepe               | 1 - 3  | Petrolul Ploiești | 0 - 1  | 1 - 2   |
| Vojvodina             | 2 - 2  | Lokomotiv Plovdiv | 1 - 1  | 1 - 1   |
| Basilea               | 2 - 1  | Spora Luxembourg  | 2 - 0  | 0 - 1   |
| Strasburgo            | 2 - 1  | Milan             | 2 - 0  | 0 - 1   |
| Barcellona            | 2 - 1  | Fiorentina        | 0 - 1  | 2 - 0   |
| Leixões               | 1 - 4  | Celtic            | 1 - 1  | 0 - 3   |
| Borussia Dortmund     | 4 - 3  | Bordeaux          | 4 - 1  | 0 - 2   |
| Djurgården            | 2 - 7  | Manchester Utd    | 1 - 1  | 1 - 6   |
| Eintracht Francoforte | 4 - 5  | Kilmarnock        | 3 - 0  | 1 - 5   |
| Vålerenga             | 4 - 9  | Everton           | 2 - 5  | 2 - 4   |
| NK Zagabria           | 9 - 2  | Grazer AK         | 3 - 2  | 6 - 0   |
| Arīs Salonicco        | 0 - 3  | Roma              | 0 - 0  | 0 - 3   |
| Wiener SK             | 3 - 1  | Lokomotive Lipsia | 2 - 1  | 1 - 0   |
| Ferencváros           | 2 - 1  | Spartak ZJS Brno  | 2 - 0  | 0 - 1   |
| Athletic Bilbao       | 4 - 2  | OFK Belgrado      | 2 - 2  | 2 - 0   |
| Hertha Berlino        | 2 - 3  | Anversa           | 2 - 1  | 0 - 2   |
| Dunfermline           | 4 - 2  | Örgryte           | 4 - 2  | 0 - 0   |
| B 1913                | 1 - 4  | Stoccarda         | 1 - 3  | 0 - 1   |

### Ripetizione
| Squadra 1  | Risultato | Squadra 2         |
| ---------- | --------- | ----------------- |
| Belenenses | 1 - 2     | Shelbourne        |
| Vojvodina  | 0 - 2     | Lokomotiv Plovdiv |

## Sedicesimi di finale
| Squadra 1         | Totale | Squadra 2         | Andata | Ritorno |
| ----------------- | ------ | ----------------- | ------ | ------- |
| DOS Utrecht       | 0 - 4  | RFC Liegi         | 0 - 2  | 0 - 2   |
| Shelbourne        | 0 - 2  | Atlético Madrid   | 0 - 1  | 0 - 1   |
| Stade Français    | 0 - 1  | Juventus          | 0 - 0  | 0 - 1   |
| Petrolul Ploiești | 1 - 2  | Lokomotiv Plovdiv | 1 - 0  | 0 - 2   |
| Basilea           | 2 - 6  | Strasburgo        | 0 - 1  | 2 - 5   |
| Barcellona        | 3 - 1  | Celtic            | 3 - 1  | 0 - 0   |
| Borussia Dortmund | 1 - 10 | Manchester Utd    | 1 - 6  | 0 - 4   |
| Kilmarnock        | 1 - 6  | Everton           | 0 - 2  | 1 - 4   |
| NK Zagabria       | 1 - 2  | Roma              | 1 - 1  | 0 - 1   |
| Wiener SK         | 2 - 2  | Ferencváros       | 1 - 0  | 1 - 2   |
| Athletic Bilbao   | 3 - 0  | Anversa           | 2 - 0  | 1 - 0   |
| Dunfermline       | 1 - 0  | Stoccarda         | 1 - 0  | 0 - 0   |

### Ripetizione
| Squadra 1 | Risultato | Squadra 2   |
| --------- | --------- | ----------- |
| Wiener SK | 0 - 2     | Ferencváros |

## Ottavi di finale
| Squadra 1       | Totale | Squadra 2         | Andata | Ritorno |
| --------------- | ------ | ----------------- | ------ | ------- |
| RFC Liegi       | 1 - 2  | Atlético Madrid   | 1 - 0  | 0 - 2   |
| Juventus        | 2 - 2  | Lokomotiv Plovdiv | 1 - 1  | 1 - 1   |
| Strasburgo      | 2 - 2  | Barcellona        | 0 - 0  | 2 - 2   |
| Manchester Utd  | 3 - 2  | Everton           | 1 - 1  | 2 - 1   |
| Roma            | 1 - 3  | Ferencváros       | 1 - 2  | 0 - 1   |
| Athletic Bilbao | 1 - 1  | Dunfermline       | 1 - 0  | 0 - 1   |

### Ripetizione
| Squadra 1       | Risultato      | Squadra 2         |
| --------------- | -------------- | ----------------- |
| Juventus        | 2 - 1 (d.t.s.) | Lokomotiv Plovdiv |
| Strasburgo      | 2 - 2 (d.t.s.) | Barcellona        |
| Athletic Bilbao | 2 - 1          | Dunfermline       |

## Quarti di finale
| Squadra 1       | Totale | Squadra 2       | Andata | Ritorno |
| --------------- | ------ | --------------- | ------ | ------- |
| Atlético Madrid | bye    |                 |        |         |
| Juventus        | bye    |                 |        |         |
| Strasburgo      | 0 - 5  | Manchester Utd  | 0 - 5  | 0 - 0   |
| Ferencváros     | 2 - 2  | Athletic Bilbao | 1 - 0  | 1 - 2   |

### Ripetizione
| Squadra 1   | Risultato | Squadra 2       |
| ----------- | --------- | --------------- |
| Ferencváros | 3 - 0     | Athletic Bilbao |

## Semifinali
| Squadra 1       | Totale | Squadra 2   | Andata | Ritorno |
| --------------- | ------ | ----------- | ------ | ------- |
| Atlético Madrid | 4 - 4  | Juventus    | 3 - 1  | 1 - 3   |
| Manchester Utd  | 3 - 3  | Ferencváros | 3 - 2  | 0 - 1   |

### Ripetizione
| Squadra 1       | Risultato | Squadra 2   |
| --------------- | --------- | ----------- |
| Atlético Madrid | 1 - 3     | Juventus    |
| Manchester Utd  | 1 - 2     | Ferencváros |

## Finale
| Squadra 1 | Risultato | Squadra 2   |
| --------- | --------- | ----------- |
| Juventus  | 0 - 1     | Ferencváros |